# (73066) 2002 FV15
(73066) 2002 FV15 – planetoida z pasa głównego asteroid okrążająca Słońce w ciągu 3,77 lat w średniej odległości 2,42 j.a. Odkryta 16 marca 2002 roku.